# Biserica de lemn din Nereșnița
Biserica de lemn din Nereșnița era ultima biserică de lemn românească existentă pe valea Tărașului. Satul a fost menționat prima dată în sec. 14, iar din 1751 datează prima mențiune a unei biserici în localitate.
Biserica purta hramul Sf.Arhanghel Mihail și data probabil din 1813, fiind ridicată pentru comunitatea greco-catolică. În perioada comunistă, a fost transformată în muzeu, și turnul-clopotniță i-a fost transferat bisericii ortodoxe din sat. După 1991, lăcașul a fost redat cultului, fiind retrocedat greco-catolicilor, și un nou turn-clopotniță a fost construit alături.
Din păcate, biserica a dispărut într-un incendiu din primăvara anului 2003, fiind ultima dintre multele pierderi înregistrate în patrimoniul bisericilor de lemn din Maramureșul ucrainean.